# Aphrodisium planicolle
Aphrodisium planicolle är en skalbaggsart som beskrevs av Max Poll 1890. Aphrodisium planicolle ingår i släktet Aphrodisium och familjen långhorningar. Inga underarter finns listade i Catalogue of Life.